# Поливанов, Владимир Викторович
Владимир Викторович Поливанов (1918, Алма-Ата — 1941, Московская область) — советский пианист, композитор.

## Биография
Владимир Поливанов родился в 1918 году в Алма-Ате. В 1937 году окончил музыкальное училище в Москве, после чего вернулся в Алма-Ату, где устроился на работу концертмейстером и музыкальным редактором Уйгурского областного музыкального театра (ныне Государственный республиканский уйгурский театр музыкальной комедии имени К. Кужамьярова). Затем стал концертмейстером Казахского радиокомитета.
Обработал и сделан нотные записи казахских народных песен «Ағайша», «Ләйлім», «Әлдибөпем» («Колыбельная») и других, песен Абая Кунанбаева «Айттым сәлем, Қаламқас» («Привет тебе, тонкобровая»), «Көзімнің қарасы» («Ты — зрачок моих глаз»), «Бойы бұлғаң» («Хвастун»), «Желсіз түнде жарық ай» («На воде, как челнок, луна»). Среди его работ также музыка к спектаклю Мольера «Лекарь поневоле».
Владимир Поливанов был участником Великой Отечественной войны. Погиб в ноябре 1941 года под Волоколамском в Битве за Москву, поднимая солдат в атаку.